# Sąd Najwyższy (Afganistan)
Sąd Najwyższy (Paszto: ستره محكمه) – sąd najwyższej instancji w Afganistanie. Mieści się w Kabulu.

## Historia
Jego powstanie było postulowane przez Porozumienia z Bonn z 2001. Powstał na mocy Konstytucji z dnia 26 stycznia 2004, jako najwyższy organ władzy sądowniczej w Afganistanie.

## Członkowie
W skład sądu wchodzi 9 sędziów, wybieranych przez Prezydenta i akceptowanych później przez Izbę Ludową. Spośród nich, Prezydent wybiera również Prezesa Sądu Najwyższego.
Zgodnie z artykułem 50 i 118 Konstytucji, sędziowie są wybierani jak następuje: trzech na 4 letnią kadencję, trzech na 7 letnią kadencję, oraz trzech na 10 letnią kadencję. Żaden z sędziów nie może zostać wybrany ponownie na drugą kadencję, ani nie może jej skończyć przedwcześnie, oprócz przypadku, w którym jest mowa w artykule 127 konstytucji, dotyczy on sytuacji, w której ponad 1/3 członków Izby Ludowej podejrzewa któregokolwiek z członków sądu o popełnienie czynu zabronionego i żąda wytoczenia sprawy przeciwko danej osobie, a 2/3 Izby poprze owe oskarżenia. 
Od 27 stycznia 2015 na stanowisku Prezesa Sądu Najwyższego zasiada Sayed Yousef Halim. 

## Kompetencje
W razie odwołania od wyroku sądu niższej instancji, sąd najwyższy przegląda wszystkie dowody w danej sprawie i wydaje ostateczny wyrok. Może on także przenieść daną sprawę do innego sądu na prośbę Prokuratora Generalnego lub jednej ze stron, biorących udział w rozprawie. W kompetencjach sądu najwyższego leży również podejmowanie decyzji o ekstradycji własnych obywateli z terenów obcych państw, a także obywateli innych państw, którzy dokonali przestępstwa na terenie Afganistanu, oraz klaryfikacja i uzasadnienie wyroków sądów niższych instancji, aby utrzymać jednolity system sądownictwa. 
Sędziowie sądów niższych instancji są wybierani po zaproponowaniu ich kandydatur przez sąd najwyższy, a następnie zaakceptowaniu ich przez Prezydenta. Sąd najwyższy prowadzi także rozprawy związane z przenoszeniem, promocją i karaniem sędziów sądów niższych instancji. 

## Zasady działania
Rozprawy sądowe są otwarte i dostępne dla każdego obywatela, jednak sądy mają też prawo podjąć decyzję o utajnieniu rozprawy. Wszystkie wyroki muszą być uzasadniane i wchodzą w życie natychmiastowo, oprócz przypadków kary śmierci, które muszą zostać uprzednio zaakceptowane przez Prezydenta. 
Jeśli artykuły konstytucji nie obejmują kwestii związanych z daną sprawą sądową, sąd najwyższy powinien postępować zgodnie z prawem Hanafitów i nie wykraczając poza prawa ustanowione przez konstytucję, orzec w sposób najbardziej sprzyjający utrzymaniu sprawiedliwości w państwie. W sprawach dotyczących kwestii personalnych wyznawców Szyizmu, prawo Szyitów powinno być zastosowane, biorąc pod uwagę granice ustanowione przez konstytucję. 
W sądzie najwyższym znajduje się 9 oddziałów zajmujących się kolejno kwestiami: prawa cywilnego, prawa handlowego, prawa kryminalnego, bezpieczeństwa publicznego, zbrodni wojennych, dobrobytu społeczeństwa, przypadków przemocy wobec kobiet i przestępczości nieletnich.